# 高橋市郎丸
高橋 市郎丸（たかはし いちろうまる）は、糸島高橋氏の祖。伝高橋鎮種（紹運）の三男。諱は統重とされる。

## 概要
『糸島郡誌』によると、岩屋城の落城を家臣に守られて脱出して落ち延びた紹運の三男市郎丸という者の伝承が糸島半島にあると云う。紹運は落城の際には妻子を介錯するように部下に命じていたが、乱戦の中で果たせず、宋雲院と娘達は島津勢の捕虜となっているが、市郎丸と家臣はまず博多に逃れて浄土宗一行寺に数日間隠れてから宮之浦（宮浦）へ渡り、同寺の末寺である願海寺を仮の住まいとして十数年隠れ過ごし、それから小田に移住して村名主の娘と結婚し、糸島高橋氏の祖となったと云う。
戦国史研究家吉永正春によると、宮之浦小田には現在も高橋姓を名乗る家が数軒あり、隠棲していた頃に薩摩の追っ手を恐れて家来が今津湾を監視するために立った見張り台の跡とされる言い伝えの場所もあったと云う。高橋家が始祖として祀る高橋市郎丸の墓もあるものの、後年に造られたもので、伝承の傍証となるような文書記録は見つかっていない。吉永は「あるいは紹運ゆかりの子孫とも思われるが、前述のごとく明確な資料が存在しないので一応「伝」としか言いようがない」と評している。
なお、江戸時代の『寛政重脩諸家譜』や柳河藩の立花氏の系譜には、紹運の三男や四男の記録はない。